# Solitärkärnan

Schematisk bild föreställandes hjärnstammen. Nucleus of solitary tract = Solitärkärnan

Solitärkärnan, (lat. nucleus tractus solitarii, NTS) är ett område i hjärnstammen som  bland annat tar emot signaler från baro- och kemoreceptorer i karotissinus (sinus caroticus), samt i aortabågen (arcus aortae).
Den är indelad i en rostral 'gustatory nucleus' för smakuplevelser som tar emot afferenter från smakceller via ansiktsnerven och tung- och svalgnerven, samt en kaudal del som tar emot afferenter från tryck- och kemosensorer relaterade till andning och blodgaser.